# Péninsule de Romsdal
La péninsule de Romsdal (en norvégien : Romsdalshalvøya) est une péninsule du comté de Møre og Romsdal, dans l'ouest de la Norvège.
Romsdalshalvøya est une péninsule du Møre og Romsdal de 1560 km². La péninsule est bordée de fjords : l'Eresfjorden (à l'ouest), les Langfjorden et Romsdalsfjorden au sud, les Kornstadfjorden, Tingvollfjorden et Sunndalsfjorden (à l'est), les Kvernesfjorden et Batnfjorden (au nord).
la péninsule abrite la majeure partie de la commune de Nesset, mais aussi Molde et Gjemnes ainsi que l'intégralité des communes de Fræna et Eide.
Il vit environ 43 000 personnes sur la péninsule et environ 5 000 sur les îles environnantes, comme Gossa.